# Shahrband
Shahrband (persiska: شهربند) är en ort i Iran.   Den ligger i provinsen Mazandaran, i den norra delen av landet, 110 km nordost om huvudstaden Teheran. Shahrband ligger 15 meter över havet och antalet invånare är 614.
Terrängen runt Shahrband är platt åt nordost, men åt sydväst är den kuperad.Runt Shahrband är det ganska glesbefolkat, med 47 invånare per kvadratkilometer. Närmaste större samhälle är Āmol, 16,6 km öster om Shahrband. Trakten runt Shahrband består till största delen av jordbruksmark.